# Yakai-Vorfall

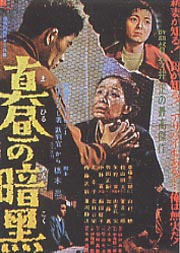
Plakat zum Film

Der Yakai-Vorfall (japanisch 八海事件, Yakai jiken) begann 1951 mit einem Raubmord. Dann dauerte es fast 17 Jahre, bis der Fall 1968 endlich durch Freispruch abgeschlossen wurde.

## Der Vorfall
Am 24. Januar 1951 wurde abends ein älteres Ehepaar, das im Ortsteil Yakai des Dorfes Ogō (heute ein Teil der Ortschaft Tabuse) in der Präfektur Yamaguchi zu Hause überfallen, ermordet und beraubt. Die Polizei nahm Yoshioka Akira (吉岡 晃), der eine Holzpapierfabrik in dem Ort besaß, als Verdächtigen fest. Auf Grund seines Geständnisses nahm man vier weitere Personen, darunter Atō Shūhei (阿藤 周平) als Mittäter fest. Es folgte eine langjährige Auseinandersetzung vor Gericht mit Urteilen und Revisionsanträgen von Seiten der Beklagten und der Staatsanwaltschaft:
- 1952 entschied der Gerichtshof von Yamaguchi auf Lebenslänglich für Yoshioka, auf Todesstrafe für Atō und Lebenslänglich für die anderen drei.
- 1953 entschied der Oberste Gerichtshof in Hiroshima endgültig für Yoshioka und auf Lebenslänglich, blieb bei der Todesstrafe für Atō, die anderen drei wurden zu 15 bzw. 12 Jahren Gefängnis verurteilt.
- 1957 wies der Oberste Gerichtshof wegen Ermittlungsfehler die Urteilsfindung an die unteren Behörden zurück.
- 1959 entschied der Oberste Gerichtshof in Hiroshima, dass Yoshioka die Tat alleine ausgeführt hat und die anderen vier somit schuldlos seien.
- 1965 bestätigte der Oberste Gerichtshof in Hiroshima die Urteile von 1953, also die Todesstrafe und die anderen Urteile von 1953.
- 1968 wurde alle vier schließlich freigesprochen.

Der Fall wurde bereits 1956 Thema eines Filmes von Imai Tadashi mit dem Titel „Dunkelheit mitten am Tag“ (真昼の暗黒, Mahiru no ankoku).
1968 erschien Atōs Buch „Yakai jiken kokuchū nikki“ (八海事件獄中日記) – „Im Gefängnis wegen des Yakai-Zwischenfalls, ein Tagebuch“.